# Biserica Sfânta Parascheva a Șelarilor din Sofia
Biserica Sfânta Parascheva a Șelarilor (în bulgară :  Храм "Света Петка Самарджийска" –Hram „Sveta Petka Samardjiiska“ ) este o biserică ortodoxă medievală bine conservată, situat în stația de metrou din Piața Sfânta Nedelia, în centrul orașului Sofia, în Bulgaria, în vestul Bulgariei . 

## Caracteristici și istorie
Biserica Sfânta Parascheva a Șelarilor este una dintre puținele biserici medievale care funcționează în Sofia. Prima mențiune scrisă a bisericii datează din secolul al XVI-lea și este o scrisoare trimisă de locuitorii creștini din Sofia către sultanul Turciei, împreună cu darurile și rugămintea de a păstra sanctuarele creștine conservate în centrul orașului (darurile primite și motivele auzite).  Cercetarea arheologică sub biserică a dezvăluit, de asemenea, rămășițele unei cripte antice romane din secolul al IV-lea, deasupra căreia templul a fost construit în secolul al XI-lea. Templul este o clădire mică, cu o singură nava, din cărămidă și piatră, cu pereți de aproximativ 1 metru lățime. Cele mai vechi picturi murale din clădire datează din secolul al XIV-lea. Potrivit unor ipoteze, eroul național bulgar și revoluționarul Vasil Levski a fost îngropat în cripta de sub biserică, dar nu există dovezi pentru această teorie.  A existat o controversă puternică între mulți istorici și arheologi la sfârșitul anilor 1980, dar fără un rezultat final. Templul funcționează acum ca un sanctuar creștin. 

## Galerie

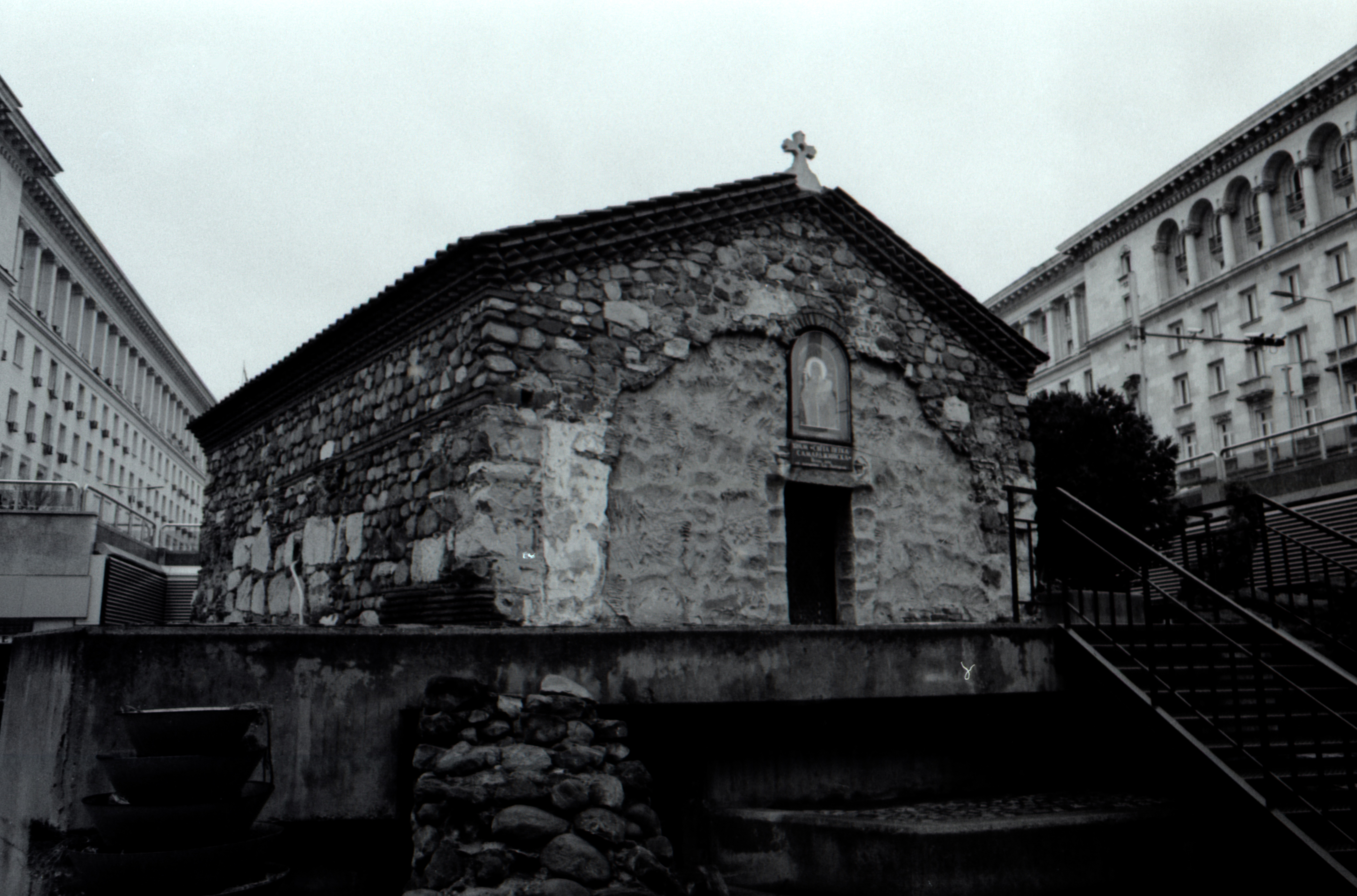
Vedere generală dinspre vest
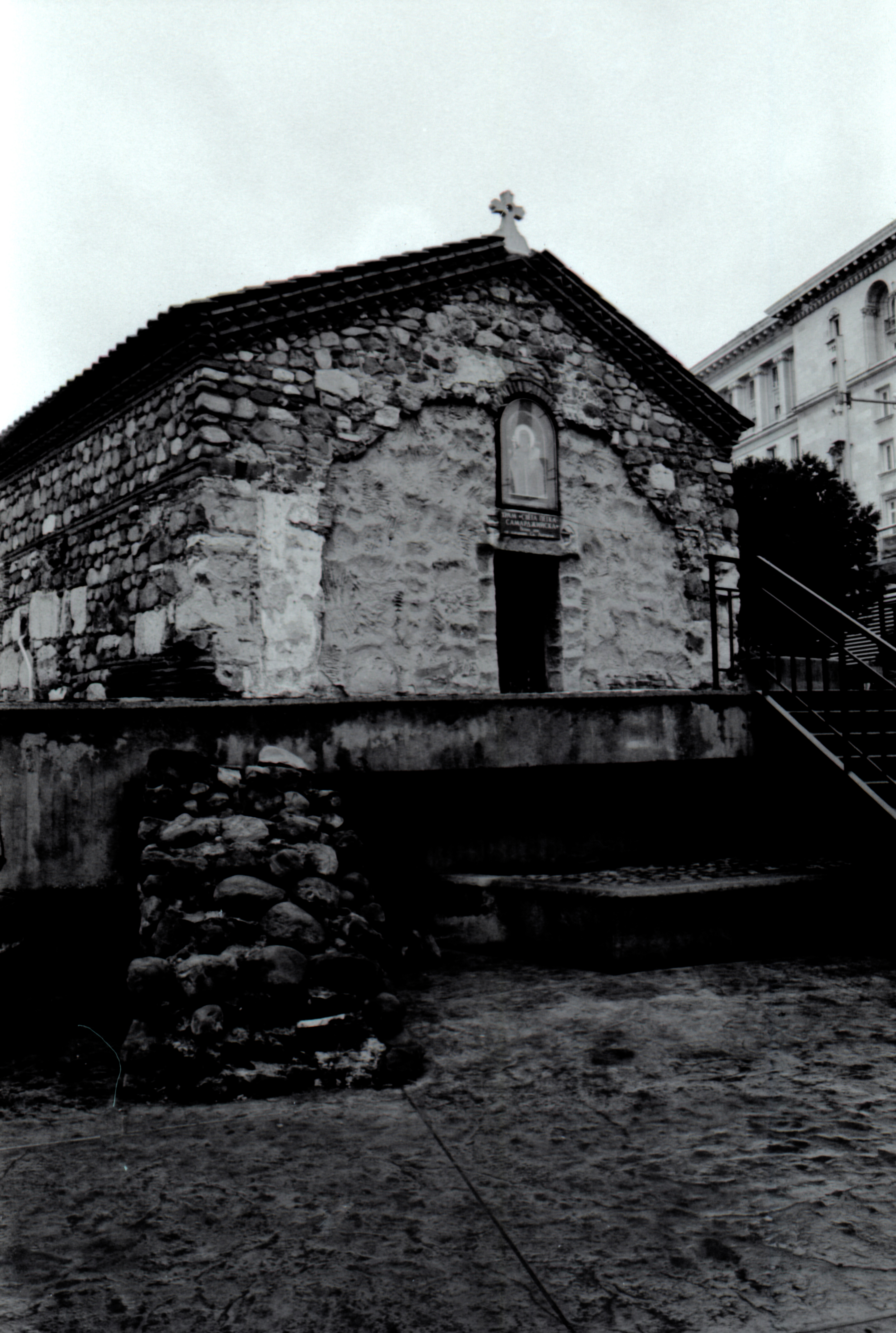
Vedere din Vest
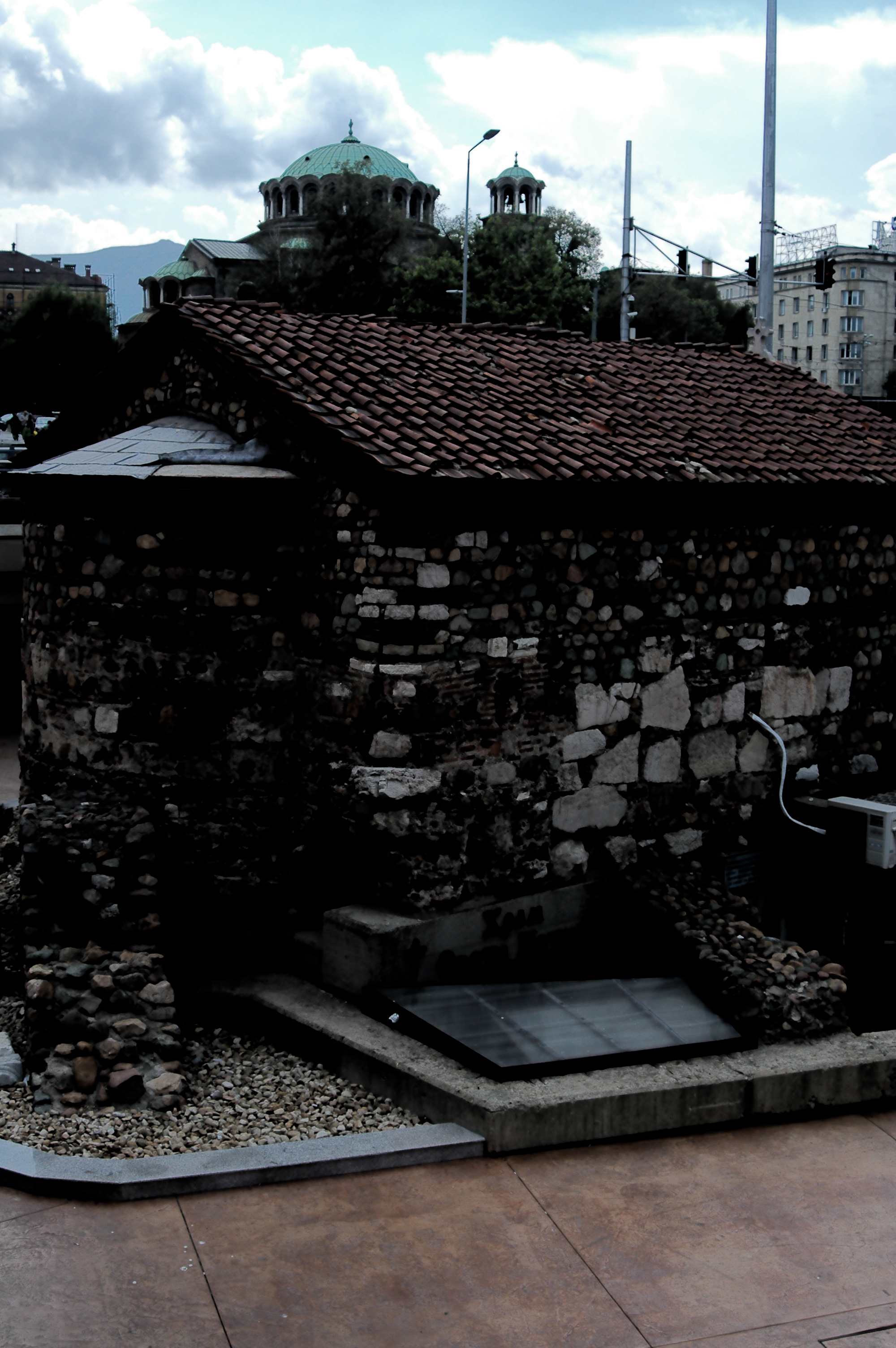
Vedere din nord-est - văzută în fundalul Biserica Sfânta Nedelia din Sofia
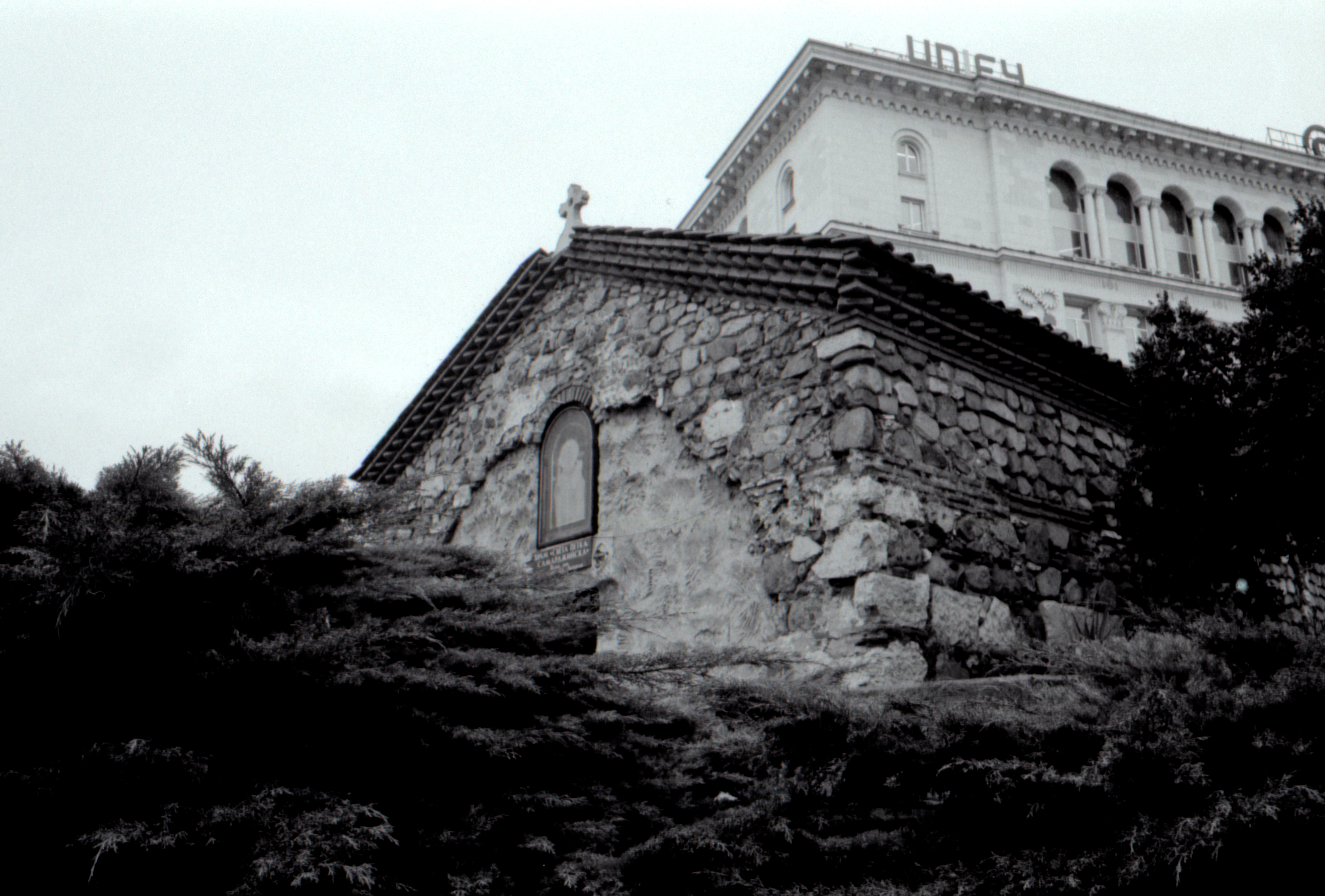
Vizualizare sud-vest